# Paul Neff
Paul Neff (ur. 10 stycznia 1938 w Schifferstadt) – zachodnioniemiecki zapaśnik walczący przeważnie w stylu wolnym. Trzykrotny olimpijczyk. Czwarty w Rzymie 1960 i odpadł w eliminacjach w Tokio 1964 i Meksyku 1968. Walczył w kategorii 52 – 57 kg.
Czwarty na mistrzostwach świata w 1961; piąty w 1967 i 1969. Wicemistrz Europy w 1966 i 1968 roku.
Mistrz RFN w 1960, 1961, 1964, 1965, 1966, 1968 i 1970; drugi w 1958 i 1959; trzeci w 1956 w stylu klasycznym. Mistrz w stylu wolnym w latach 1958–1961, 1963, 1964, 1965, 1967, 1968-1970; drugi w 1957, 1962, 1966 i 1972; trzeci w 1955 i 1971 roku.